# Hacıbektaş
Hacıbektaş – miasto w środkowej Turcji. W 2014 roku liczyło ok. 5,2 tys. mieszkańców.
Miasto zostało założone w XIII wieku przez bektaszytów.
Zabytki miasta:
- klasztor derwiszów z XIV w.,
- mauzoleum Hacıbektaşa z XIV w.,
- 39 grobów dostojników bektaszyckich.